# Supercoupe d'Islande de football
La Supercoupe d'Islande de football est une compétition de football créée en 1969 qui a connu plusieurs formules depuis sa mise en place.
Lors des 2 premières éditions (1969 et 1970), le champion et le vainqueur de la Coupe d'Islande se disputaient le trophée en 4 matchs. Ensuite, entre 1971 et 1979, le club qualifié en Coupe UEFA prenait également part à la compétition qui prenait la forme d'une poule de 3 équipes où chaque club jouait 2 fois contre chacun de ses adversaires. Enfin, depuis 1980, la Supercoupe a adopté la formule qui dure actuellement, à savoir un match unique, disputé au Laugardalsvöllur et depuis 2008 au Kórinn entre le champion d'Islande et le vainqueur de la Coupe d'Islande de football.
Ce match appelé  Meistarakeppni KSÍ - Meistaraflokkur karla  se déroule traditionnellement début mai, quelques jours avant le début du championnat.

## Palmarès
Sur 4 matchs :
- 1969 - KR Reykjavik
- 1970 - ÍBK Keflavík

Poule de 3 équipes :
- 1971 - Fram Reykjavik
- 1972 - ÍBK Keflavík
- 1973 - ÍBK Keflavík
- 1974 - Fram Reykjavik
- 1975 - ÍBK Keflavík
- 1976 - ÍBK Keflavík
- 1977 - Valur Reykjavik
- 1978 - ÍA Akranes
- 1979 - Valur Reykjavik

Match unique :
- 1980 - ÍBV Vestmannaeyjar
- 1981 - Fram Reykjavik
- 1982 - Vikingur Reykjavik
- 1983 - Vikingur Reykjavik
- 1984 - ÍBV Vestmannaeyjar
- 1985 - Fram Reykjavik
- 1986 - Fram Reykjavik
- 1987 - ÍA Akranes
- 1988 - Valur Reykjavik
- 1989 - Fram Reykjavik
- 1990 - KA Akureyri
- 1991 - Valur Reykjavik
- 1992 - Valur Reykjavik
- 1993 - Valur Reykjavik
- 1994 - ÍA Akranes
- 1995 - ÍA Akranes
- 1996 - KR Reykjavik
- 1997[1] - ÍBV Vestmannaeyjar
- 1998 - ÍBK Keflavík
- 1999[2] - ÍBV Vestmannaeyjar
- De 2000 à 2002 - Non disputée
- 2003 - KR Reykjavik
- 2004 - ÍA Akranes
- 2005 - FH Hafnarfjörður
- 2006 - Valur Reykjavík
- 2007 - FH Hafnarfjörður
- 2008 - Valur Reykjavík
- 2009 - FH Hafnarfjörður
- 2010 - FH Hafnarfjörður
- 2011 - FH Hafnarfjörður
- 2012 - KR Reykjavik
- 2013 - FH Hafnarfjörður
- 2014 - KR Reykjavik
- 2015 - Stjarnan
- 2016 - Valur Reykjavík
- 2017 - Valur Reykjavik
- 2018 - Valur Reykjavik
- 2019 - Stjarnan
- 2020 - KR Reykjavik
- 2021 - Non jouée en raison de la pandémie de Covid-19 en Islande
- 2022 - Víkingur Reykjavik
- 2023 - Breiðablik Kópavogur
- 2024 - Víkingur Reykjavik

1. ↑  Match disputé à l'automne 1996
2. ↑  Match disputé à l'automne 1998

## Bilan par club
| Club                                                      | Nombre de titres |
| Valur Reykjavik                                           | 11               |
| Fram Reykjavik ÍBK Keflavík FH Hafnarfjörður KR Reykjavik | 6                |
| ÍA Akranes                                                | 5                |
| ÍBV Vestmannaeyjar Vikingur Reykjavik                     | 4                |
| Stjarnan                                                  | 2                |
| KA Akureyri Breiðablik Kópavogur                          | 1                |

## Source
- RSSSF